# Torneio Municipal de Futebol do Rio de Janeiro 1946
In 1946 werd de vijfde editie van het Torneio Municipal de Futebol do Rio de Janeiro  gespeeld voor de clubs uit de stad Rio de Janeiro. De competitie werd gespeeld van 20 april tot 26 juni en ging vooraf aan het Campeonato Carioca dat een week later van start ging. Vasco da Gama werd kampioen.

## Eindstand
| Plaats | Club          | Wed. | W | G | V | Saldo | Ptn. |
| ------ | ------------- | ---- | - | - | - | ----- | ---- |
| 1.     | Vasco da Gama | 9    | 6 | 3 | 0 | 32:5  | 15   |
| 1.     | Fluminense    | 9    | 7 | 1 | 1 | 30:11 | 15   |
| 3.     | America       | 9    | 7 | 0 | 2 | 23:14 | 14   |
| 4.     | Botafogo      | 9    | 6 | 1 | 2 | 34:13 | 13   |
| 5.     | São Cristóvão | 9    | 5 | 1 | 3 | 23:17 | 11   |
| 6.     | Bangu         | 9    | 3 | 2 | 4 | 15:20 | 8    |
| 7.     | Flamengo      | 9    | 3 | 0 | 6 | 33:23 | 6    |
| 8.     | Canto do Rio  | 9    | 1 | 2 | 6 | 13:39 | 4    |
| 9.     | Bonsucesso    | 9    | 1 | 1 | 7 | 10:50 | 3    |
| 10.    | Madureira     | 9    | 0 | 2 | 7 | 12:33 | 2    |

|  | Finale |

### Finale
|                          |                                           |       |               |                                                  |
| 19 juni Eerste wedstrijd | Fluminense                                | 4 – 1 | Vasco da Gama | Laranjeiras, Rio de Janeiro Toeschouwers: 17.638 |
| 19 juni Eerste wedstrijd | Bigode 29' Rodrigues 40' Juvenal 50', 68' |       | 46' Chico     | Laranjeiras, Rio de Janeiro Toeschouwers: 17.638 |

|                          |                    |       |            |                                                   |
| 23 juni Tweede wedstrijd | Vasco da Gama      | 2 – 0 | Fluminense | São Januário, Rio de Janeiro Toeschouwers: 24.369 |
| 23 juni Tweede wedstrijd | Lelé 17' Eugen 30' |       |            | São Januário, Rio de Janeiro Toeschouwers: 24.369 |

|                         |               |       |            |                                                   |
| 26 juni Derde wedstrijd | Vasco da Gama | 1 – 0 | Fluminense | São Januário, Rio de Janeiro Toeschouwers: 27.000 |
| 26 juni Derde wedstrijd | Chico 66'     |       |            | São Januário, Rio de Janeiro Toeschouwers: 27.000 |

## Kampioen
| Torneio Municipal de Futebol do Rio de Janeiro 1946 |
| Rio de Janeiro                                      |
| --------------------------------------------------- |
| VASCO DA GAMA Kampioen (3° titel)                   |

## Topschutters
| Speler            | Speler            | Goals | Team     |
| ----------------- | ----------------- | ----- | -------- |
| Vlag van Brazilië | Heleno de Freitas | 13    | Botafogo |